# Finale voor mevrouw Monaghan
Finale voor mevrouw Monaghan is een hoorspel van James Hanley. Het werd vertaald door Peter Job en de AVRO zond het uit op donderdag 19 november 1970. De regisseur was Jacques Besançon. De uitzending duurde 75 minuten.

## Rolbezetting
- Rolien Numan (mevrouw Monaghan)
- Dogi Rugani (mevrouw Biddulph)
- Fé Sciarone (mevrouw Sloane)
- Willy Brill (mevrouw Lorant)
- Jan Borkus, Jan Wegter, Huib Orizand, Martin Simonis, Joke Hagelen, Johan te Slaa, Corry van der Linden, Tonny Foletta, Hetty Berger, Tom van Beek & Eva Janssen (verdere medewerkenden)

## Inhoud
Er is reeds vaak een boekje opengedaan over de behuizing van bejaarde mensen, de wijze waarop ze soms worden geëxploiteerd, hun eenzaamheid. Het is al een oud verhaal dat resulteert in de afschrijving van de bejaarde door een samenleving die het economisch voordeel heilig heeft verklaard. Het probleem heeft vele kanten. Menige bejaarde wil op zichzelf blijven leven. Alleen gelaten, vergeten vaak, tobben ze maar. Een voor de hand liggend aspect in de behoefte om de gezelligheid elders te zoeken. Het oude dametje van wie James Hanley de "finale" heeft genoteerd, doet dat in het café. Van daar naar de cel is voor haar maar een stap. Betreuren doet ze dat niet: de gevangenis betekent voor haar verzorging en een veilig onderdak…